# Großer Preis von Hockenheim 1966

Hockenheimring 1966

Der Große Preis von Hockenheim 1966, auch AvD Grosser Preis von Hockenheim, war ein Sportwagenrennen, das am 14. August 1966 auf dem Hockenheimring ausgefahren wurde. Gleichzeitig war das Rennen der zehnte Lauf zur Sportwagen-Weltmeisterschaft dieses Jahres.

## Das Rennen
1966 fand zum ersten Mal ein Sportwagen-Weltmeisterschaftsrennen auf dem Hockenheimring statt, nachdem die 1932 eröffnete Rennstrecke 1964 und 1965 erheblich umgebaut worden war. Notwendig wurden die baulichen Maßnahmen durch die Verlängerung der Bundesautobahn 6 zwischen dem Autobahnkreuz Mannheim und dem Autobahnkreuz Weinsberg. Da die Autobahn nunmehr über das Areal der Strecke führte, war eine weitreichende Anpassung notwendig. Es entstand das Motodrom, als starker Kontrast zu den Hochgeschwindigkeitsabschnitten, die durch den Wald führten. Nach dem Umbau befanden sich die Rückseiten der Tribünen vor der Start-und-Ziel-Geraden direkt an der Autobahn. Mit dem Großen Preis von Hockenheim wurde die neue Strecke eröffnet.
Die Bahn war 6,789 km lang, die zu fahrende Renndistanz betrug 509,175 km.  Für die Rennmannschaft von Porsche war das Rennen eine willkommene Gelegenheit, die Porsche 906 in der Le-Mans-Spezifikation zu präsentieren. Für das 24-Stunden-Rennen in Frankreich wurde die Karosserie um fast einen Meter verlängert, um auf den langen Geraden mehr Höchstgeschwindigkeit zu erreichen. Drei dieser Wagen brachte Porsche zum Rennen, gefahren von Gerhard Mitter, Günter Klass und Hans Herrmann. Der 906 war das dominierende Fahrzeug des Rennens. Einschließlich der drei Werkswagen waren zwölf Wagen dieses Typs gemeldet, von denen elf an den Start gingen.
Die Teilnehmer hatten zwei separate Wertungsläufe zu bestreiten, die jeweiligen Zeiten wurden zu einer Gesamtwertung addiert. Die drei Porsche-Werksfahrer lieferten sich über die gesamte Renndistanz einen spannenden Dreikampf um den Gesamtsieg. Den ersten Lauf gewann Mitter, vor Herrmann und Klass. Im zweiten Wertungsrennen siegte erneut Mitter, diesmal vor Klass und Herrmann. Nach 75 Gesamtrunden gewann Gerhard Mitter mit einem Vorsprung von knapp 24 Sekunden auf den Teamkollegen Klass. Weitere sieben Sekunden dahinter wurde Hans Herrmann als Dritter gewertet.

## Ergebnisse

### Schlussklassement
| 1               | P 2.0 | 1  | Porsche System Engineering  | Gerhard Mitter          | Porsche 906 LE               | 75 |
| 2               | P 2.0 | 2  | Porsche System Engineering  | Günter Klass            | Porsche 906 LE               | 75 |
| 3               | P 2.0 | 3  | Porsche System Engineering  | Hans Herrmann           | Porsche 906 LE               | 75 |
| 4               | S 2.0 | 25 | Scuderia Lufthansa          | Udo Schütz              | Porsche 906                  | 74 |
| 5               | S 2.0 | 26 | Scuderia Lufthansa          | Gerhard Koch            | Porsche 906                  | 73 |
| 6               | S 2.0 | 28 | Charles Vögele              | André Wicky             | Porsche 906                  | 71 |
| 7               | P 2.0 | 4  | Anton Fischhaber            | Anton Fischhaber        | Lotus 23                     | 67 |
| 8               | S 2.0 | 29 | Mike De Udy Porsche Cars GB | Mike De Udy             | Porsche 906                  | 64 |
| 9               | S 2.0 | 27 | Charles Vögele              | Charles Vögele          | Porsche 906                  | 64 |
| 10              | P 2.0 | 11 | Richard Groves              | Peter de Klerk          | Austin-Healey Sebring Sprite | 61 |
| 11              | P 2.0 | 10 | Richard Groves              | John Moore              | Austin-Healey Sebring Sprite | 61 |
| 12              | S 1.3 | 45 | Abarth Switzerland          | Helmut Krause           | Abarth 1300 OT               | 58 |
| Nicht klassiert |       |    |                             |                         |                              |    |
| 13              | S 2.0 | 23 | Rolf Hurtig                 | Jo Bonnier Ulf Norinder | Porsche 906                  |    |
| Ausgefallen     |       |    |                             |                         |                              |    |
| 14              | S 1.3 | 41 | Abarth Deutschland          | Siegfried Dau           | Abarth 1300 OT               |    |
| 15              | S 2.0 | 22 | Ben Pon Racing Team Holland | Gijs van Lennep         | Porsche 906                  |    |
| 16              | S 2.0 | 24 | Rolf Hurtig                 | Sten Axelsson           | Porsche 906                  |    |
| 17              | S 1.6 | 31 | Elan Sweden                 | Per Brandström          | Lotus Elan                   |    |
| 18              | S 1.6 | 32 | Squadra Tartaruga           | Rico Steinemann         | Lotus Elan                   |    |
| 19              | S 1.6 | 33 | Elan Sweden                 | Andreas Eichhorn        | Lotus Elan                   |    |
| 19              | S 1.6 | 36 | Robert Eberhardt            | Robert Eberhardt        | Alfa Romeo Giulia TZ         |    |
| 20              | S 1.3 | 42 | Scuderia Lufthansa          | Hans-Dieter Dechent     | Abarth 1300 OT               |    |
| Nicht gestartet |       |    |                             |                         |                              |    |
| 21              | P 2.0 | 7  | Radio London                | Dieter Ebermayer        | Elva Mk.7S                   | 1  |
| 22              | S 1.3 | 42 | Scuderia Lufthansa          | Reinhold Joest          | Abarth-Simca 1300 Bialbero   | 2  |

1 Motorschaden im Training
2 nicht gestartet

### Nur in der Meldeliste
Hier finden sich Teams, Fahrer und Fahrzeuge, die ursprünglich für das Rennen gemeldet waren, aber aus den unterschiedlichsten Gründen daran nicht teilnahmen.
| Pos. | Klasse | Nr. | Team               | Fahrer         | Chassis        |
| ---- | ------ | --- | ------------------ | -------------- | -------------- |
| 23   | P 2.0  |     | Digby Martland     | Digby Martland | Chevron B3     |
| 24   | P 2.0  | 6   | Chevron            | Derek Bennett  | Chevron B4     |
| 25   | P 2.0  | 8   | Gustav Schlup      | Gustav Schlup  | Elva Mk.7      |
| 26   | S 2.0  | 12  | Matra Sports       | Jo Schlesser   | Matra MS620    |
| 27   | S 2.0  | 21  | Ben Pon            | Ben Pon        | Porsche 906    |
| 28   | S 1.6  | 34  | BB Racing          | Hans Tschiemer | Lotus Elan     |
| 29   | S 1.6  | 35  | Bruno Frey         | Bruno Frey     | Lotus 23       |
| 30   | S 1.3  | 44  | Abarth Switzerland | Peter Maron    | Abarth 1300 OT |

### Klassensieger
| Klasse | Fahrer                  | Fahrzeug       | Platzierung im Gesamtklassement |
| ------ | ----------------------- | -------------- | ------------------------------- |
| P 2.0  | Gerhard Mitter          | Porsche 906 LE | Gesamtsieg                      |
| S 2.0  | Udo Schütz              | Porsche 906    | Rang 4                          |
| S 1.6  | kein Teilnehmer im Ziel |                |                                 |
| S 1.3  | Helmut Krause           | Abarth 1300 OT | Rang 12                         |

### Renndaten
- Gemeldet: 30
- Gestartet: 20
- Gewertet: 12
- Rennklassen: 4
- Zuschauer: unbekannt
- Wetter am Renntag: heiß und trocken
- Streckenlänge: 6,789 km
- Fahrzeit des Siegerteams: 2:39:03,100 Stunden
- Gesamtrunden des Siegerteams: 78
- Gesamtdistanz des Siegerteams: 509,175 km
- Siegerschnitt: 192,079 km/h
- Pole Position: Gerhard Mitter – Porsche 906 LE (#1) – 2:07,180 = 192,172 km/h
- Schnellste Rennrunde: Günter Klass – Porsche 906 LE (#54) – 2:05,220 = 195,180 km/h
- Rennserie: 10. Lauf zur Sportwagen-Weltmeisterschaft 1966
- Rennserie: 10. Lauf zur Deutschen Rundstrecken-Meisterschaft 1966